# Ángel Fernández Collado
Ángel Fernández Collado (ur. 30 maja 1952 w Los Cerralbos) – hiszpański duchowny katolicki, biskup Albacete w latach 2018–2024.

## Życiorys

### Prezbiterat
Święcenia kapłańskie otrzymał 10 lipca 1977 z rąk kardynała Marcelo González Martín. Inkardynowany do archidiecezji Toledo, pełnił funkcje m.in. kapelana Służebnic Maryi, dziekana sekcji teologicznej w toledańskim seminarium, delegata biskupiego oraz prowikariusza generalnego.

### Episkopat
28 czerwca 2013 papież Franciszek mianował go biskupem pomocniczym archidiecezji Toledo, ze stolicą tytularną Iliturgi. Sakry biskupiej udzielił mu 15 września 2013 metropolita Toledo - arcybiskup Braulio Rodríguez Plaza.
25 września 2018 został mianowany biskupem ordynariuszem diecezji Albacete, zaś 17 listopada 2018 kanonicznie objął diecezję.
9 kwietnia 2024 papież przyjął jego rezygnację z pełnionego urzędu. 